# فهرست فیلسوفان محیط زیست
فهرست فیلسوفان محیط زیست (انگلیسی: List of environmental philosophers) شامل افراد درگذشته یا زنده است که در زمینه اخلاق یا فلسفه محیط زیست فعالیت داشته یا دارند.
فلسفه محیط زیست تحت‌تأثیر افرادی با طیف وسیعی از پیشینه‌ها است که یادآور رویکرد فلسفه طبیعی، دین طبیعی، و سنت‌های تاریخ طبیعی است.

## فهرست
- دیوید آبرام
- گلن البرخت
- رابین اتفیلد
- جین بینت
- توماس بری
- ماری بوکچین
- ج. بیرد کالکوت
- آلان کارتر
- استیفن آر ایل کلارک
- کاتلین دین مور
- جان دکرز
- پال آر. ارلیک
- رابرت فرودمن
- براین گودون
- بن هیل
- دونا هاروای
- جیمز هاتلی
- سرنلا ایوینو
- دیل جیمیسون
- ارازم کواک
- گیلبرت لافرنیر
- برونو لاتور
- آلدو لئوپولد[۳]
- جیمز لاولاک
- آلن مارشال
- فرایا ماتیوس
- هومبرتو ماترانا
- کارولین مرچانت
- ماری میدگلی[۴]
- سید حسین نصر
- آرنه نس
- مایکل پی نلسون
- ماکس اولشلاگر
- جان او نیل
- دیوید و. اور
- کنراد اوت
- جان پاسمور
- ول پلوموود
- تام ریگان
- جان رودمن کالج کلارمونت
- هولمز رولستون
- ریکاردا روزی
- جفری ساکس
- ساهوترا سارکار
- دیوید شمیتز
- آلبرت شوایتزر
- پل شپرد
- پیتر سینگر
- دیوید سکربینا
- ریچارد سیلوان
- برون تیلور
- پل تیلور
- پل بی تامپسون
- فرانسیسکو ورالا
- کارن ج. وارن
- آنتونی وستون
- دیوید وود
- مایکل زیمرمن
- زاکری بیلوک